# Tatjana Nikolajeva
Tatjana Petrovna Nikolajeva (Russisch: Татьяна Петровна Николаева) (Beschiza bij Brjansk, 4 mei 1924 - Santa Monica, 22 november 1993) was een Russisch pianiste, componiste en muziekdocente.

## Korte biografie
Nikolajeva studeerde vanaf haar derde jaar piano. Later ging zij naar het Conservatorium van Moskou, studeerde bij Aleksandr Goldenweiser en Jevgeni Goloebev en studeerde af in 1948. In 1950 won zij de Bach Leipzig piano competitie, een onderdeel van de herdenking van Bachs sterfdag. In 1959 werd zij docente aan het conservatorium van Moskou.
Tijdens haar leven maakte zij meer dan vijftig opnamen van werken van zowel Bach, Beethoven als Sjostakovitsj, die zo onder de indruk was van haar vertolking van Das wohltemperierte Klavier van Bach, dat hij haar uitkoos voor de première en de eerste opname van zijn 24 Preludes en fuga's. Met dat werk bleef zij steeds nauw verbonden. Voor de derde opname die zij ervan maakte, won zij in 1991 een Gramophone Award in de categorie instrumentaal. Hoewel zij vooral wordt geassocieerd met Bach en Sjostakovitsj, was haar repertoire zeer uitgebreid en veelzijdig.
Op 13 november 1993 werd zij tijdens een concert in San Francisco getroffen door een hersenbloeding. Zij was niet meer in staat haar concert af te maken en overleed negen dagen later.

## Composities
Onder andere:
- Pianoconcert nr. 1 in B majeur, op. 10 (uitgevoerd en opgenomen in 1951 met de componiste aan de piano en Kirill Kondrasjin als dirigent, gepubliceerd in 1958)
- Pianoconcert nr. 2 (1966)
- Trio voor piano, fluit en altviool (opgenomen op BIS Records)
- Preludes voor piano
- Strijkkwartet